# Marcelo Seltzer
Gabriel Marcelo García Rodríguez (Monterrey, Nuevo León, 27 de mayo de 1988 ) más conocido como Marcelo Seltzer es un dibujante, pintor, diseñador y escritor mexicano. Ha estado activo profesionalmente desde el 2010. El estilo como dibujante y artista visual de Marcelo pasa desde el pop art hasta la psicodelia y el surrealismo. Como autor, publicó la primera novela ilustrada de su serie de ficción y fantasía  Los Viajeros Astrales en 2021 en España con la editorial infantil y juvenil BABIDI-BÚ. Serie en la cual trabaja en la actualidad. El primer libro se titula Los Viajeros Astrales: El Reflejo del Espejo (publicado el 22 de noviembre de 2021).

## Historia
Los primeros años de su carrera profesional los enfocó en su aspecto musical; haciendo giras, publicando varios álbumes y sencillos de manera independiente. Marcelo trabajó bajo el seudónimo de Seltzer durante varios años, hasta que finalmente agregó su nombre al seudónimo; Marcelo Seltzer, cuando abandonó su camino musical y se enfocó en su aspecto visual y literario, nombre con el cual firma todo su trabajo. En el año 2020 anuncia en su página oficial que actualmente escribe una serie de novelas de ficción y fantasía titulada Los Viajeros Astrales. El primer libro de la serie se publicó en España y México con la editorial infantil Babidi-bú en el año 2021. A principios de este mismo año comenzó a trabajar en obra plástica relacionada con su obra literaria, aunque también rediseñando personajes de la cultura pop. Sin embargo, no fue a partir del año 2022 que comenzó a exhibirla en algunas galerías de arte en México. En el 2024, Marcelo recibe la invitación por parte del Festival Internacional Santa Lucía y el Gobierno de Nuevo León para intervenir uno de los túneles del Metro de la ciudad de Monterrey con una exposición permanente, una instalación de impresiones en gran formato de la obra visual de sus libros en el túnel oriente de la estación Zaragoza. En la inauguración de esa exhibición es cuando Marcelo presenta su segundo libro Los Viajeros Astrales: El Laberinto de Puertas

## Obra Literaria
- Los Viajeros Astrales: El Reflejo del Espejo (2021, Editorial BABIDI-BÚ)[4]

- Los Viajeros Astrales: El Laberinto de Puertas (2024, Exlibris)[5]

## Discografía
- Fenómeno de Astronautas (2010)
- Puertas Dentro de Puertas (2014)
- Universopolis (2017)[6]

### Participaciones especiales
- Exposición permanente en el Metro de Monterrey (2024)[7]

- Creador del arte y personajes del Machaca Fest (2019)[8]